# Sphagnum veresczagini
Sphagnum veresczagini là một loài rêu trong họ Sphagnaceae. Loài này được Semenov mô tả khoa học đầu tiên năm 1929.